# 鼎部
鼎部（）は、漢字を部首により分類したグループの一つ。
康熙字典214部首では206番目に置かれる（13画の2番目、亥集の20番目）。

## 概要
「鼎」字は中国古代における器物の一種である鼎を意味する。三足両耳を備え、食物を煮炊きする食器として、また功績を銘に刻んだりする礼器として用いられた。
伝説によると夏王朝の禹は九州を象徴する九鼎を鋳造したとされ、歴代王朝に王権の象徴として受け継がれた。これにより「鼎」で政権・王権の比喩として使われた。引伸して勢力が盛大で、時めいているさまを表し、今まさにという副詞としても使われる。
また「鼎」字は三足あることから三つどもえの戦いの比喩として「三国鼎立」などと使われた。また、六十四卦の一つとしても用いられる。
その字形は鼎を側面からみた三足両耳の形に象っている。
偏旁の意符としては鼎に関することを示す。
鼎部はこのような意符を構成要素にもつ漢字を収めるが、多くはなく、日常の範囲内では「鼎」自身のみといってよく、JIS漢字では他に「鼐」「鼑」「鼏」「鼒」がある程度である（Unicodeで日常外の漢字を見れば更にもう少しあるが）。
「鼎」のデザイン差・画数の差については、日本では康熙字典に従って右下を「丅」として「鼎」全体を13画に数える一方、現代の中国では、右下を「㇕」として「鼎」全体を12画に数える。

## 部首の通称
- 日本：てい・かなえ
- 韓国：솥정부（sot jeong bu、釜の鼎部）
- 英米：Radical tripod

## 部首字

甲骨文
金文
大篆
小篆

鼎
- 中古音
  - 広韻 - 都挺切、迥韻、上声
  - 詩韻 - 迥韻、上声
  - 三十六字母 - 端母
- 現代音
  - 普通話 - ピンイン：dǐng 注音：ㄉㄧㄥˇ ウェード式：ting3
  - 広東語 - Jyutping:ding2 イェール式:ding2
- 日本語 - 音：テイ（漢音） 訓：かなえ
- 朝鮮語 - 音：정(jeong) 訓：솥（sot、釜）

- 甲骨文
- 金文
- 大篆
- 小篆